# Raimon Portell
Raimon Portell Rifà (Barcelona, 1963) es un escritor en lengua catalana.

## Biografía
Nacido el 1963 en Barcelona estudió Filología y ha sido profesor. Ha colaborado en las revistas Altaïr, Viajes National Geographic, El Mundo de los Pirineos o Descobrir Cuina. También fue director de la revista Descobrir Catalunya, jefe de redacción de Infància y director adjunto de Altaïr. Ha sido un escritor prolífico en obras y artículos sobre viajes y de divulgación histórica, y también ha incursionado en el ensayo. No obstante, ha sido reconocido especialmente por sus obras de literatura infantil y juvenil. Así, en 2019, fue galardonado con el Premio Nacional de Literatura Infantil y Juvenil de España y el Premio Llibreter por Camins d'aigua (Barcanova, 2018) que forma parte de la trilogía 'La llum d'Artús' (Camins de nit, Camins d'aigua y Camins d'hivern); la trilogía fue galardonada al año siguiente con el Premio Crítica Serra d'Or, distinción que ya había recibido en 2006 por su novela Vull una corona!.

## Obras
- El somni del jaguar (1998)
- Vull una corona! (2005)
- Una cançó de Cap Verd (2006)
- L'ombra de Venècia (2006)
- Pirineu català, con Carlos Moisés García (fotógrafo)
- Els mestres de la República, con Salomó Marquès (2006)
- Mare de Déu quina escola! (2008), con Salomó Marquès.
- La por del passadís, (2014). Ilustraciones de Sergi Portela.
- Colección «Els Tiki-Taka» (4 vol.): La pilota robada, Les magdalenes també juguen, No ho expliquis a ningú y Torneig de Carnaval (2014-2016), con Joan Portell.
- El millor dia de la meva vida, Animallibres (2017). Ilustraciones de Joma.
- Camins de nit - La llum d'Artús 1 (2017)
- Camins d'aigua - La llum d'Artús 2 (2018)
- Camins d'hivern - La llum d'Artús 3 (2019)